# Брусья (река)
Бру́сья — река в Хасанском районе Приморского края России.
Берёт начало на территории заказника «Барсовый», впадает в Славянский залив.
Длина реки — около 19 км. Площадь водосборного бассейна — 138 км².
В долине реки имеется железнодорожная станция Бамбурово, а также садовые участки жителей районного центра Славянка. С 1895 год по 1937 год, в устье реки располагалась корейская деревня Брусье.
По данным государственного водного реестра России входит в Амурский бассейновый округ. Код водного объекта 20040000412118200011256.